# Vester Starup Sogn
Vester Starup Sogn er et sogn i Varde Provsti (Ribe Stift).
I 1800-tallet var Vester Starup Sogn fra Skast Herred anneks til Åstrup Sogn fra Gørding Herred. Begge herreder hørte til Ribe Amt. De to sogne udgjorde hver sin sognekommune. Ved kommunalreformen i 1970 blev Åstrup indlemmet i Holsted Kommune, der ved strukturreformen i 2007 indgik i Vejen Kommune, og Vester Starup blev indlemmet i Helle Kommune, der ved strukturreformen indgik i Varde Kommune.
I Vester Starup Sogn ligger Vester Starup Kirke.
I sognet findes følgende autoriserede stednavne:
- Ballebæk (vandareal)
- Driftsmose (areal)
- Faldhøje Plantage (areal)
- Galstho (bebyggelse, ejerlav)
- Haldbjerg (areal)
- Hesselho (bebyggelse, ejerlav)
- Kildekrog (bebyggelse)
- Kokær (areal)
- Nørre Starup (bebyggelse, ejerlav)
- Puglund (bebyggelse)
- Skovsende (bebyggelse)
- Skovsende Plantage (areal)
- Starup (bebyggelse)
- Starup Plantage (areal)
- Stavnbjerg (areal)
- Tofterup (bebyggelse, ejerlav)
- Vestterp (bebyggelse, ejerlav)